# V.Premier League 2018/19
Die V.Premier League 2018/19 ist die erste Spielzeit der Profi-Volleyballliga Japans unter diesen Namen und ist die insgesamt 25. Spielzeit seit der offiziellen Gründung im Jahr 1994. Die Saison begann am 26. Oktober 2018 und endet voraussichtlich am 14. April 2019 mit dem Meisterschaftsfinale. Titelverteidiger ist Panasonic Panthers.

## Teilnehmende Mannschaften
| Verein                    | Ort       | Halle                 | Trainer            |
| ------------------------- | --------- | --------------------- | ------------------ |
| JT Thunders               | Hiroshima | Nekoda-Memorial-Arena | Veselin Vuković    |
| Suntory Sunbirds          | Minō      | Minō-Arena            | Shinji Ogino       |
| Toyoda Gosei Trefuerza    | Inazawa   | Inazawa-Arena         | Tommy Tiklikainen  |
| Osaka Blazers Sakai       | Sakai     | Sakai-Arena           | Shinobu Shinichiro |
| JTEKT Stings              | Kariya    | Kariya-Arena          | Shinji Takahashi   |
| Panasonic Panthers        | Hirakata  | Hirakata-Arena        | Shinji Kawamura    |
| Toray Arrows              | Mishima   | Mishima-Arena         | Kobayashi Atsushi  |
| FC Tokyo                  | Kōtō      | Kōtō-Arena            | Lodi Alessandro    |
| Oita Miyoshi Weisse Adler | Ōita      | Ōita-Arena            | Ogawa Takashi      |
| VC Nagano Trident         | Nagano    | Nagano-Arena          | Sasakawa Hoshiya   |

## Hauptrunde
Die Männer-V.Premier League setzt sich in der Saison 2018/19 aus zehn Mannschaften zusammen, die zunächst in zwei Hin- und zwei Rückrunden gegeneinander antreten.

### Tabelle
In der V.Premier League gilt für den Spielbetrieb folgende Punkteregel: Für einen 3:0- oder einen 3:1-Sieg gibt es drei Punkte, für einen 3:2-Sieg zwei Punkte, für eine 2:3-Niederlage einen Punkt und für eine 1:3- oder 0:3-Niederlage keinen Punkt. Bei Punktgleichheit entscheidet zunächst die Anzahl der gewonnenen Spiele, dann der Satzquotient (Divisionsverfahren) und schließlich der Ballpunktquotient (Divisionsverfahren).
|     | Verein                    | Anz. Spiele | Punkte | Gew. Spiele | Verl. Spiele | Sätze | Bälle     |
| --- | ------------------------- | ----------- | ------ | ----------- | ------------ | ----- | --------- |
| 1.  | Panasonic Panthers (M)    | 27          | 68     | 23          | 4            | 72:24 | 2332:2099 |
| 2.  | Suntory Sunbirds          | 27          | 56     | 19          | 8            | 65:40 | 2456:2287 |
| 3.  | Toyoda Gosei Trefuerza    | 27          | 53     | 19          | 8            | 62:38 | 2344:2215 |
| 4.  | JT Thunders               | 27          | 53     | 17          | 10           | 62:36 | 2294:2067 |
| 5.  | Toray Arrows              | 27          | 49     | 16          | 11           | 55:41 | 2212:2133 |
| 6.  | Osaka Blazers Sakai       | 27          | 47     | 15          | 12           | 57:42 | 2226:2211 |
| 7.  | JTEKT Stings              | 27          | 41     | 13          | 14           | 52:51 | 2347:2311 |
| 8.  | FC Tokyo                  | 27          | 24     | 8           | 19           | 32:63 | 2038:2221 |
| 9.  | Oita Miyoshi Weisse Adler | 27          | 11     | 4           | 23           | 22:74 | 2028:2339 |
| 10. | VC Nagano Trident         | 27          | 3      | 1           | 26           | 8:78  | 1737:2131 |

|     | Meisterschafts-Runde        |
| (M) | Japanischer Meister 2017/18 |

## Statistik

### Zuschauertabelle
| Platz                   | Mannschaft                | Heimspiele | Zuschauer | pro Spiel |
| ----------------------- | ------------------------- | ---------- | --------- | --------- |
| 01.                     | JT Thunders               | 16         | 31.653    | 1.978     |
| 02.                     | Suntory Sunbirds          | 11         | 20.495    | 1.863     |
| 03.                     | JTEKT Stings              | 16         | 28.264    | 1.767     |
| 04.                     | Panasonic Panthers        | 17         | 28.827    | 1.696     |
| 05.                     | Osaka Blazers Sakai       | 13         | 21.283    | 1.637     |
| 06.                     | FC Tokyo                  | 10         | 16.163    | 1.616     |
| 07.                     | VC Nagano Trident         | 7          | 10.040    | 1.434     |
| 08.                     | Toyoda Gosei Trefuerza    | 20         | 28.602    | 1.430     |
| 09.                     | Toray Arrows              | 15         | 20.020    | 1.335     |
| 010.                    | Oita Miyoshi Weisse Adler | 6          | 7.355     | 1.226     |
| Gesamt                  | Gesamt                    | 1210       | 214.9620  | 01.777    |
| Stand: 24. Februar 2019 |                           |            |           |           |